# 贡纳尔·尼尔森
根拿·尼爾遜（丹麥語：Gunnar Nielsen，1986年10月7日—），生於法羅群島托爾斯港，是一名法羅群島職業足球員，司職門將，現效力於冰島超級足球聯賽球會夏拿佐杜亞。

## 生平
尼爾遜自2008/09球季自由身加盟曼城，一直屈居後備之列。直至2009/10球季，球隊首席門將基雲在英超賽事作客阿仙奴中途勇戰受傷，尼爾遜因而獲得後備上陣的機會，亦令他成為史上首位在英超賽事上陣的法羅群島足球員。
2010年夏季獲外借到英甲球會燦美爾6個月，期間於上陣對後，於代表國家隊時受傷因而缺陣長達3個月，於12月復出再為燦美爾在聯賽及盃賽各上陣1場。

## 外部連結
- 足球数据库：Gunnar Nielsen的球员统计数据
- （丹麦文） Boldklubben Frem profile（页面存档备份，存于）